# Bassin Pigeons
Le bassin Pigeons, ou bassin Pigeon, est un petit plan d'eau de l'île de La Réunion, département d'outre-mer français dans le sud-ouest de l'océan Indien. Il se situe dans la ravine Bernica, sur le territoire de la commune de Saint-Paul. Alimenté par une petite cascade presque sèche, il n'est plus accessible, les herbes y étant devenues trop hautes.